# The Gumbo Variations
«The Gumbo Variations» es una composición e improvisación instrumental escrita por Frank Zappa y originalmente incluida en el álbum de estudio, Hot Rats como la quinta pista.
Se trata de la canción más larga del álbum con una duración rayando los 13 minutos, sin embargo, en la remezcla del relanzamiento por parte de Rykodisc en el año 1987, se añadieron 4 minutos de la improvisación en el estudio.

## Composición
"The Gumbo Variations" consiste en un riff de guitarra eléctrica y bajo que se tocan repetidamente y sirven como base para solos improvisados extendidos. El riff se mantiene en G pentatónico con pasos de intervalo de 1½ - 1 - 1 - 1½ - 1. El musicólogo Wolfgang Ludwig asume que los músicos solo recibieron estos riffs y el resto fue improvisado.
El riff de bajo interpretado por Max Bennett está en conexión con las percusión de platillos pesados de Paul Humphrey al estilo del funk de finales de la década de 1960. Ian Underwood toca el primer solo en saxofón tenor, seguido por Don Sugarcane Harris en violín eléctrico y finalmente Frank Zappa en guitarra eléctrica. El bajo y la batería también tienen solos cortos, pero Zappa principalmente deja espacio para que Underwood y Harris se desarrollen por completo.

## Grabación
La canción fue grabada el 30 de julio de 1969, mismo día en el que fue grabada "Son of Mr Green Genes" y otras canciones que no llegaron a la versión final de Hot Rats como la segunda versión de "Dame Margret’s Son To Be A Bride" (que luego, con overdubbing se convertiría en "Let Me Take You To the Beach" del álbum "Studio Tan"), la toma maestra de "Directly From My Heart To You", que fue editada y añadida al álbum de The Mothers of Invention, "Weasels Ripped My Flesh" y "Another Waltz", usada para una sección de la composición "Little House I Used To Live In", del álbum de The Mothers, "Burnt Weeny Sandwich".
Al ser una improvisación de estudio, fue grabada en una sola toma, con el nombre original de "Big Legs", esta dura más de 30 minutos, de los cuales solo 12 minutos con 55 segundos se añadieron al LP original

### Personal
Adaptado de los créditos en las notas de Hot Rats.
- Frank Zappa – guitarra eléctrica
- Ian Underwood – saxofón
- Max Bennett – bajo eléctrico
- Paul Humphrey – batería
- Don "Sugarcane" Harris – violín

## Lanzamiento
Originalmente, la pista fue lanzada como la quinta del Hot Rats, distribuida por Bizarre Records, sin embargo, en la reedición de 1987 por Rykodisc, se le añadieron 4 minutos a la remezcla.